# Sándor Simonyi-Semadam
Sándor Simonyi-Semadam (ur. 23 marca 1864 w Csesznek, zm. 4 lipca 1946 w Budapeszcie) – węgierski polityk, w 1920 roku pełnił przez kilka miesięcy urząd premiera Węgier.

## Życiorys
Sandor urodził się w 1864 roku w miejscowości Csesznek. W 1916 roku został wybrany do parlamentu z ramienia partii chrześcijańsko-demokratycznej. W 1920 roku po upadku komunistycznej Węgierskiej Republiki Rad do władzy doszedł admirał Miklós Horthy, który został mianowany węgierskim regentem. W marcu tego samego roku Horthy mianował Semadama premierem Węgier, a oficjalne zaprzysiężenie na tę funkcję odbyło się 15 marca.
Simonyi-Semadam podpisał 4 czerwca 1920 roku Traktat z Trianon, na mocy którego Węgry straciły większość ze swojego dotychczasowego terytorium oraz zostały zmuszone do spłaty reparacji wojennych.
W lipcu 1920, Sandor został zastąpiony na stanowisku premiera przez Pála Telekiego, który pełnił funkcję ministra spraw zagranicznych w jego rządzie.
W latach następnych Sandor był członkiem towarzystwa węgiersko-japońskiego, odpowiedzialnego za wymianę kulturalną pomiędzy Japonią a Węgrami.
Sándor Simonyi-Semadam zmarł 4 lipca 1946 roku w Budapeszcie w wieku 82 lat.